# Lydella columbina
Lydella columbina är en tvåvingeart som beskrevs av Richter 1976. Lydella columbina ingår i släktet Lydella och familjen parasitflugor. Inga underarter finns listade i Catalogue of Life.